# Ga Dongchun
Ga Dongchun là ga tàu điện ngầm trên Tuyến 1 của Tàu điện ngầm Incheon.

## Bố trí ga
| Woninjae ↑ |
| \| N/B     |
| ↓ Dongmak  |

| Hướng Bắc | ← ● Incheon tuyến 1 Hướng đi Gyeyang                             |
| Hướng Nam | → ● Incheon tuyến 1 Hướng đi Công viên lễ hội ánh trăng Songdo → |

## Vùng lân cận
- Lối thoát 1: E-mart với Starbucks ở tầng 1.
- Lối thoát 2: Khu công nghiệp Namdong, E-mart
- Lối thoát 3: Khu công nghiệp Namdong, E-mart
- Lối thoát 4: Trường tiểu học Dongmak, trường trung học nữ sinh Incheon, văn phòng Dongchun-3-dong, trường trung học Cheongliang, trường tiểu học Cheongliang, công viên Songdo
- Lối thoát 5: Ngân hàng chứng khoán Hàn Quốc
- Lối thoát 6: Văn phòng Yeonsu-gu, trường tiểu học Yeonseong, văn phòng cảnh sát Yeonsu, trường trung học Yeonseong, văn phòng Dongchun-3-dong